# Rebeca Gyumi
Rebeca Z. Gyumi é fundadora e diretora executiva da Msichana Initiative, uma ONG da Tanzânia que visa capacitar as meninas por meio da educação e abordar os principais desafios que limitam o direito da menina à educação. Ela trabalhou por mais de 8 anos com a Femina, uma organização focada na juventude como personalidade de TV e defensora da juventude.

## Infância e educação
Ela nasceu em Dodoma, capital da Tanzânia. Ela frequentou a Escola Primária de Mazengo, em Dodoma, para sua educação primária. Ela obteve sua educação secundária na Kikuyu Day Secondary, em Dodoma, e mais tarde foi para a Kilakala High School, em Morogoro, para o ensino médio. Ela então foi para a Universidade de Dar Es Salaam, onde se formou em direito.

## Carreira
Rebeca Gyumi é fundadora e diretora executiva da Msichana Initiative, uma ONG local que visa capacitar meninas por meio da educação e abordar os principais desafios que limitam o direito das meninas à educação. Ela trabalhou por mais de 8 anos com a Femina, uma organização focada na juventude como personalidade de TV e defensora da juventude. Advogada de profissão, Rebeca perseguiu e ganhou um caso histórico sobre casamentos infantis, por meio da petição que ela apresentou no Tribunal Superior da Tanzânia para contestar a Lei do Casamento da Tanzânia de 1971, que permitia que meninas de 14 anos se casassem. A decisão que elevou a idade mínima de casamento para 18 anos para meninos e meninas.
Rebeca tem uma vasta experiência trabalhando com engajamento e defesa de jovens; ela tem estado na vanguarda defendendo várias questões juvenis por meio das organizações das quais é membro e por meio de suas iniciativas individuais como voluntária e embaixadora.
Ela viajou para diferentes partes da Tanzânia envolvendo jovens para discutir suas questões prementes de engajamento cívico, saúde e direitos sexuais e reprodutivos e empoderamento econômico. Seu caráter ousado ao falar sobre questões juvenis na Tanzânia deu a ela uma plataforma para painéis e facilitação de diferentes fóruns nacionais e internacionais com foco em jovens e meninas.
Ela conquistou a confiança de muitos jovens na Tanzânia, o que a levou a se tornar presidente, moderadora e membro do conselho de várias iniciativas juvenis. Rebeca atuou como vice-presidente da Tanzânia Association of US State Alumni (TUSSAA), embaixadora da Trek4Mandela na Tanzânia, e faz parte do conselho do projeto SNV-Netherlands, Opportunity for Youth Employment (OYE). Ela presidiu e moderou o Fórum Nacional de Constituição da Juventude em julho de 2013. Fórum que reuniu jovens da Tanzânia continental e Zanzibar (arquipélago turístico da Tanzânia) para discutir, avaliar e validar o projeto de Constituição e apresentar recomendações para divulgação à comissão de reforma.
Ela presidiu o Consórcio Nacional de organizações da sociedade civil da Juventude na defesa da promulgação do Conselho Nacional da Juventude, que levou à inclusão do Conselho Nacional da Juventude na proposta de Constituição e à aprovação do Projeto de Lei pelo Parlamento da República Unida da Tanzânia. Em 2015, ela liderou uma campanha eleitoral de poder feminino para as eleições gerais da Tanzânia, garantindo que a agenda de jovens e meninas em particular fosse apresentada corretamente para os políticos assumirem em seus manifestos, e as meninas em particular fossem encorajadas e empoderadas a participar das eleições gerais. Isso envolveu trabalhar com a Global Peace Foundation na Tanzânia e defender a participação pacífica durante os processos eleitorais. Em janeiro de 2017, ela participou e contribuiu na 28ª Cúpula da União Africana com foco na juventude "Aproveitando o dividendo demográfico por investimentos na juventude". Ela participou da discussão "Inovação Tecnológica: usando mídias sociais para integrar educação social e financeira" no Encontro Global Aflatoun, em Nairóbi, no Quênia. Onde o foco estava em como projetar iniciativas para jovens com foco no avanço tecnológico e no uso de novas mídias sociais.
Em novembro de 2013, ela foi selecionada pela embaixada dos EUA na Tanzânia sob o Departamento de Estado dos EUA para participar do Programa de Liderança para Visitantes Internacionais (IVLP) para jovens com potencial de liderança. Ela ganhou o prêmio inaugural de ex-alunos do IVLP em 2017, por inovação social e mudança por sua vitória histórica no Supremo Tribunal.
Ela é conhecida por sua voz e compromisso em promover os direitos e participação das mulheres jovens em nível nacional, regional e internacional. Em 2012, ela foi a embaixadora e coordenadora da campanha nacional sob o governo através da Tanzania Education Authority (TEA). A campanha teve como objetivo arrecadar fundos para a construção de albergues para meninas em 8 regiões da Tanzânia e resgatar meninas que tinham que caminhar longas distâncias para chegar à escola ou que abandonavam completamente os estudos.
Em outubro de 2016, foi convidada para ser a palestrante principal na comemoração global do Fundo das Nações Unidas para a Infância (UNICEF) do Dia Internacional das Meninas, em Nova York, nos Estados Unidos. E ela recebeu o Prêmio de Mudança Social em reconhecimento ao seu trabalho em conjunto com a Iniciativa Msichana para vencer um processo judicial histórico em julho, que acabou com as disposições legais que permitiam o casamento infantil no país.
Ela foi palestrante do Dia Internacional da Mulher, "Inspiring change: Woman to woman", discussão sobre a questão da igualdade de gênero e a importância de capacitar mulheres e meninas para o avanço da comunidade em 8 de março de 2014. Ela fez um painel com Melinda Gates para discutir sobre o envolvimento de mulheres jovens na agricultura de pequena escala, desafios e possíveis soluções em 2016.
Ela está envolvida em diferentes campanhas globais de mobilização de recursos para iniciativas que trabalham com questões de meninas. Em novembro de 2016, ela foi envolvida pela "Girls not Brides" na mobilização de recursos para iniciativas de casamento infantil no mundo. Ela está entre os 9 membros em todo o mundo do UNICEF - membro do comitê consultivo do Fundo de População das Nações Unidas (UNFPA), no programa global para acabar com os casamentos infantis. Rebeca está envolvida em diferentes campanhas e instituições de caridade social como voluntária e embaixadora, defendendo escolas seguras e educação de qualidade para os estudantes da Tanzânia.
Ela escreveu uma série de publicações e artigos sobre questões de jovens e meninas. Em 2016, ela teve o privilégio de escrever um prefácio para o Relatório Global da Save the Children sobre casamentos infantis "Todo último filho". Seus artigos populares são como "O governo deve envolver os jovens na solução de seus problemas" The Guardian, 29 de janeiro de 2013.
Rebeca é reconhecida nacional e internacionalmente por seu trabalho na promoção dos direitos de jovens e meninas. Ela foi nomeada vencedora do prêmio de metas globais da UNICEF de 2016 por seu trabalho na promoção dos direitos das meninas na Tanzânia. Ela foi nomeada uma das "Mulheres Africanas do Ano" de 2016, pela revista New African Woman. Rebeca é Global Shaper do Fórum Econômico Mundial e bolsista de Jovens Líderes da Universidade da Cidade do Cabo, localizada na Cidade do Cabo, na província do Cabo Ocidental, África do Sul.

## Prêmios e indicações
| Ano  | Evento                                                               | Prêmio                                       | Resultado         |
| ---- | -------------------------------------------------------------------- | -------------------------------------------- | ----------------- |
| 2013 | Tanzânia Prêmios Juvenis Sub 30                                      | Categoria de impacto social                  | Nomeada           |
| 2016 | Prêmio de Metas Globais das Nações Unidas                            | Prêmio de Mudança Social                     | Venceu            |
| 2017 | Prêmios Alumni do Programa de Liderança de Visitantes Internacionais | Prêmio Inovação e Mudança Social             | Venceu            |
|      | Prêmios Nova Mulher Africana                                         | Nova mulher africana em ascensão             | Nomeada           |
|      | Prêmios Clouds Fm Malkia Wa Nguvu                                    | ícone inspirador                             | Venceu            |
| 2018 | Tanzânia Mulheres de Sucesso                                         | Prêmio Jovem Empreendedor                    | Venceu            |
| 2018 | Prêmios da Sede das Nações Unidas em Nova York                       | Prêmio de Direitos Humanos das Nações Unidas | Venceu            |
| 2020 | Lista das 100 mulheres da BBC                                        | -                                            | Incluída na lista |